# 수소 분자 이온
수소 분자 양이온(H2+)은 수소 분자를 이온화시킨 것으로, 양전하를 가진 양성자 2개와 음전하를 가진 전자 1개로 이루어진 가장 단순한 분자이다.

## 형성과정
수소분자가 우주선 (물리)에 의해 전자를 잃어 생성된다.
H2+cosmic ray→H2++e-+cosmic ray
H2+는 수소분자와 반응한다.
H2++H2→H3++H

## 결합지역과 반결합지역
두 양성자를 포함하는 쌍곡선을 그려, 쌍곡선 안쪽은 전자에 의해 핵이 결합하고, 쌍곡선 바깥은 전자에 의해 핵이 분리되는 구역이다.

## 같이 보기
- 램버트 W 함수